# Heinz-Lohmann-Stiftung
Die Heinz Lohmann Stiftung Gemeinnützige Gesellschaft zur Förderung der Forschung über die Zukunft der Ernährung und des Ernährungsverhaltens mbH, kurz Heinz Lohmann Stiftung, ist eine Gesellschaft mit beschränkter Haftung. Sie soll laut Mutterkonzern als gemeinnützige Stiftung fungieren,  ohne in das amtliche Stiftungsverzeichnis eingetragen zu sein. Die Stiftung ist ein Tochterunternehmen der PHW-Gruppe mit Sitz in Rechterfeld.

## Gründung
Die Heinz Lohmann Stiftung wurde am 4. August 1997 von Paul-Heinz und Erich Wesjohann gegründet. Ihr Name soll an Heinz Lohmann erinnern. Träger der Heinz Lohmann Stiftung ist die Lohmann & Co. Aktiengesellschaft, in der die unternehmerischen Tätigkeiten der Brüder Wesjohann gebündelt waren und in der sie bis zur Aufspaltung in zwei Unternehmen die Aktienmehrheit besaßen.

## Stiftungszweck
Der Zweck der Heinz Lohmann Stiftung ist es laut eigener Aussage, Wissenschaft und Forschung zu fördern durch Studien über das heutige und zukünftige Ernährungsverhalten der Verbraucher. Arbeitsgebiete sind dabei die Qualität der Lebensmittel und die Optimierung der Produktion. Insbesondere will sie dabei die Kommunikation mit dem Verbraucher fördern, damit dieser ein transparentes Bild von der heutigen Landwirtschaft bekommt und bestehende Unsicherheiten versachlicht werden.

## Kritik
Heidi Klein, Vorstandsmitglied bei Lobbycontrol, stufte die Heinz Lohmann Stiftung 2011 der TAZ gegenüber als Lobbyorganisation ein. Der Grüne Agrarpolitiker Friedrich Ostendorff sagte, dass die Heinz Lohmann Stiftung helfen solle, die Akzeptanz der Massentierhaltung, wie sie in der PHW-Gruppe üblich sei, zu erhöhen. Dabei hätten Tierschützer den Mästern der Gruppe wiederholt Tierquälerei vorgeworfen.

## Förderaktivitäten
Die Stiftung veranstaltet Kolloquien und Parlamentarische Abende für Journalisten und Abgeordnete. Bei den von ihr veranstalteten Ernährungssymposien waren als Gastredner, Referenten und Teilnehmer der Podiumsdiskussionen bisher unter anderen Hans-Dietrich Genscher, Helmut F. Erbersdobler, Manfred Güllner, Beatrix Tappeser, Gerhard Rechkemmer, Heiko Steffens, Arpad Somogyi, Reimar von Alvensleben, Karl-Heinz Funke, Johann C. Lindenberg, Aloys Coppenrath, Hans-Wilhelm Windhorst, Uwe Bartels, Reimer Böge, Volker Pudel, Franz Ellendorff, Edda Müller, Friedrich Kuhlmann, Alfons Schuhbeck, Peter-Harry Carstensen, Otto Schily, Matthias Horx, Michael Miersch, Hanni Rützler, Thomas Ellrott, Folkhard Isermeyer, Ursula Heinen, Matin Qaim, Gerd Sonnleitner, Achim Spiller, Uwe Schneidewind, Clemens Tönnies, Jürgen Abraham, Wolfgang Huber, Gerd Müller und Norbert Bolz dabei.
Die Stiftung finanziert Forschungsaufträge zu verschiedenen die Ernährung betreffenden Themen und finanziert Aktionen zur Ernährungserziehung in Kindergärten und Schulen. Sie vergibt Stipendien und finanziert damit Bachelor-, Master- und Promotionsarbeiten.

## Organisation
Die Stiftung wird von einem ehrenamtlich tätigen Geschäftsführer und einem ebenfalls ehrenamtlich tätigen Kuratorium geleitet. 

### Kuratorium

#### Aktuelle Mitglieder
- Dagmar von Cramm; seit 2006; Ernährungswissenschaftlerin, Sachbuchautorin und Journalistin
- Karl-Heinz Funke; seit 1997; ehemaliger Bundeslandwirtschaftsminister
- Reinhard Grandke; seit 2006; Hauptgeschäftsführer der Deutschen Landwirtschafts-Gesellschaft
- Ingrid-Ute Leonhäuser; seit 2011; Professorin am Institut für Ernährungswissenschaft der Justus-Liebig-Universität Gießen
- Josef Sanktjohanser; seit 2013; Präsident des Hauptverbandes des Deutschen Einzelhandels (HDE)
- Paul-Heinz Wesjohann; seit 1997; ehemaliger Vorstandsvorsitzender der Lohmann & Co. AG
- Peter Wesjohann; seit 2009; Vorstandsvorsitzender der Lohmann & Co. AG